# Sergio Sánchez Ortega
Sergio Sánchez Ortega (Mataró, 3 de abril de 1986) é um futebolista profissional espanhol, que atua como defensor, atualmente defende o Panathinaikos.

## Títulos

### Espanyol
- Copa del Rey: 2005–06

### Sevilla
- Copa del Rey: 2009–10